# Bahnstrecke Jiuquan–Ejin
| Streckenlänge: | 370 km               |                                          |                                          |
| Spurweite: | 1435 mm (Normalspur) |                                          |                                          |
| Streckengeschwindigkeit: | 120 km/h             |                                          |                                          |
| |                      |                                          |                                          |
| \| \| \| Bahnstrecke Lanzhou–Xinjiang nach Ürümqi \| \| \| \| 0 \| Jiuquan \| Jiuquan \| \| \| \| von Industriegebiet \| \| \| \| \| Bahnstrecke Lanzhou–Xinjiang von Lanzhou \| \| \| \| 11 \| Mao'anhesuo \| Mao'anhesuo \| \| \| \| von Industriegebiet \| \| \| \| \| Schnellfahrstrecke Lanzhou–Xinjiang \| \| \| \| 32 \| Suzhou \| Suzhou \| \| \| \| Viadukt \| ca. 85 km \| \| \| 60 \| Jinta \| Jinta \| \| \| 102 \| Dazhuangzi \| Dazhuangzi \| \| \| \| Bahnstrecke Qingshui–Dongfeng \| \| \| \| \| Ejin-Fluss \| \| \| \| \| Shazaodun-Wasserreservoir \| \| \| \| \| Shangyuan \| \| \| \| 136 \| Bahnstrecke Qingshui–Dongfeng \| Bahnstrecke Qingshui–Dongfeng \| \| \| 164 \| Hedongli \| Hedongli \| \| \| 196 \| Dashuli \| Dashuli \| \| \| \| Ejin-Fluss (Heihe) \| \| \| \| 241 \| Dongfeng Süd \| Dongfeng Süd \| \| \| \| \| \| \| \| 243 \| Dongfeng \| Dongfeng \| \| \| \| Industriegebiet Dongfeng \| Militärbhf. \| \| \| \| Abzw. als Bahnstrecke Qingshui–Dongfeng \| \| \| \| \| Ejin-Fluss (Heihe) \| \| \| \| \| Kosmodrom Jiuquan \| Militärbhf. \| \| \| \| \| \| \| \| \| Weltraum-Startanlage \| Militärbhf. \| \| \| \| \| \| \| \| \| Industriegebiet Kosmodrom \| Militärbhf. \| \| \| \| Obstplantagen/Grüne Gärten \| Militärbhf. \| \| \| 251 \| Bayantakhoy \| Militärbhf. \| \| \| 256 \| Shengli \| Shengli \| \| \| \| nach Industriegebiet Hangkong \| \| \| \| 286 \| Hara Haobao \| Hara Haobao \| \| \| 306 \| Changzheng \| Changzheng \| \| \| 358 \| Saihan Toorai Hanshu \| Saihan Toorai Hanshu \| \| \| \| Bahnstrecke Jiayuguan–Ceke \| \| \| \| 370 \| Jianguojing \| Jianguojing \| \| \| \| Bahnstrecke Jiayuguan–Ceke \| \| |                      |                                          |                                          |
| Strecke |                      | Bahnstrecke Lanzhou–Xinjiang nach Ürümqi | Bahnstrecke Lanzhou–Xinjiang nach Ürümqi |
| Bahnhof | 0                    | Jiuquan                                  | Jiuquan                                  |
| Abzweig geradeaus und nach links |                      | von Industriegebiet                      | von Industriegebiet                      |
| Abzweig geradeaus und nach rechts |                      | Bahnstrecke Lanzhou–Xinjiang von Lanzhou | Bahnstrecke Lanzhou–Xinjiang von Lanzhou |
| Blockstelle | 11                   | Mao'anhesuo                              | Mao'anhesuo                              |
| Abzweig geradeaus und nach links |                      | von Industriegebiet                      | von Industriegebiet                      |
| Kreuzung geradeaus unten |                      | Schnellfahrstrecke Lanzhou–Xinjiang      | Schnellfahrstrecke Lanzhou–Xinjiang      |
| Haltepunkt / Haltestelle | 32                   | Suzhou                                   | Suzhou                                   |
| Strecke Anfang Hochstrecke |                      | Viadukt                                  | ca. 85 km                                |
| Bahnhof | 60                   | Jinta                                    | Jinta                                    |
| Blockstelle | 102                  | Dazhuangzi                               | Dazhuangzi                               |
| Kreuzung (Querstrecke außer Betrieb) · Strecke von rechts (außer Betrieb) |                      | Bahnstrecke Qingshui–Dongfeng            | Bahnstrecke Qingshui–Dongfeng            |
| Strecke unter Wasserlauf · Brücke über Wasserlauf (Strecke außer Betrieb) |                      | Ejin-Fluss                               | Ejin-Fluss                               |
| Strecke unter Wasserlauf · Strecke (außer Betrieb) |                      | Shazaodun-Wasserreservoir                | Shazaodun-Wasserreservoir                |
| Strecke unter Wasserlauf · Dienststation / Betriebs- oder Güterbahnhof (Strecke außer Betrieb) |                      | Shangyuan                                | Shangyuan                                |
| Abzweig geradeaus und ehemals von links · Strecke nach rechts (außer Betrieb) | 136                  | Bahnstrecke Qingshui–Dongfeng            | Bahnstrecke Qingshui–Dongfeng            |
| Haltepunkt / Haltestelle | 164                  | Hedongli                                 | Hedongli                                 |
| Blockstelle | 196                  | Dashuli                                  | Dashuli                                  |
| Brücke über Wasserlauf |                      | Ejin-Fluss (Heihe)                       | Ejin-Fluss (Heihe)                       |
| Bahnhof | 241                  | Dongfeng Süd                             | Dongfeng Süd                             |
| Abzweig geradeaus und nach links · Strecke von rechts |                      |                                          |                                          |
| Dienststation / Betriebs- oder Güterbahnhof | 243                  | Dongfeng                                 | Dongfeng                                 |
| Betriebsstelle Streckenanfang · Strecke |                      | Industriegebiet Dongfeng                 | Militärbhf.                              |
| Abzweig nach links und von links · Abzweig geradeaus und nach rechts |                      | Abzw. als Bahnstrecke Qingshui–Dongfeng  | Abzw. als Bahnstrecke Qingshui–Dongfeng  |
| Brücke über Wasserlauf · Strecke |                      | Ejin-Fluss (Heihe)                       | Ejin-Fluss (Heihe)                       |
| Dienststation / Betriebs- oder Güterbahnhof · Strecke |                      | Kosmodrom Jiuquan                        | Militärbhf.                              |
| Strecke |                      |                                          |                                          |
| Strecke · Strecke |                      | Weltraum-Startanlage                     | Militärbhf.                              |
| Strecke |                      |                                          |                                          |
| Strecke · Strecke |                      | Industriegebiet Kosmodrom                | Militärbhf.                              |
| Betriebsstelle Streckenende · Strecke |                      | Obstplantagen/Grüne Gärten               | Militärbhf.                              |
| Abzweig geradeaus und nach links · Betriebs-/Güterbahnhof Streckenende und quer | 251                  | Bayantakhoy                              | Militärbhf.                              |
| Blockstelle | 256                  | Shengli                                  | Shengli                                  |
| Abzweig geradeaus und nach links |                      | nach Industriegebiet Hangkong            | nach Industriegebiet Hangkong            |
| Blockstelle | 286                  | Hara Haobao                              | Hara Haobao                              |
| Blockstelle | 306                  | Changzheng                               | Changzheng                               |
| Blockstelle | 358                  | Saihan Toorai Hanshu                     | Saihan Toorai Hanshu                     |
| Abzweig geradeaus und von links |                      | Bahnstrecke Jiayuguan–Ceke               | Bahnstrecke Jiayuguan–Ceke               |
| Dienststation / Betriebs- oder Güterbahnhof | 370                  | Jianguojing                              | Jianguojing                              |
| Strecke |                      | Bahnstrecke Jiayuguan–Ceke               | Bahnstrecke Jiayuguan–Ceke               |

Die Bahnstrecke Jiuquan–Ejin (chinesisch 酒泉额济纳铁路), kurz: Jiue-Bahn (酒额线) ist eine Bahnstrecke in den Provinzen Innere Mongolei und Gansu in der Volksrepublik China. Sie dient teils dem Personen-, überwiegend dem Güterverkehr und als militärische Bahnstrecke und transportiert auch Angehörige des Volksbefreiungsarmee. Sie verbindet den Bahnhof Jiuquan in Gansu mit dem Güterbahnhof Jianguojing im Ejin-Banner an der Grenze zur Mongolei. Sie durchquert die Badain-Jaran-Wüste.

## Streckenverlauf
In Jiuquan besteht Anschluss an die Bahnstrecke Lanzhou–Xinjiang. Bedeutendste Personenbahnhöfe sind Jinta und Dongfeng Süd im Ejin-Banner. Bedeutende Güterbahnhöfe sind Suzhou und Dongfeng. Bedeutende Militärbahnhöfe liegen in Bayantakhoy und am Abzweig der Bahnstrecke Qingshui–Dongfeng am Kosmodrom Jiuquan.
Am Bahnhof Jianguojing mündet die Linie in die Bahnstrecke Jiayuguan–Ceke. Von Shangyuan bis Dongfeng nutzt die Linie die Gleise der Bahnstrecke Qingshui–Dongfeng.

## Bau
Die heutige Bahnstrecke wurde in vier Abschnitten erbaut. Die Strecke ab dem Bahnhof Shangyuan bis Dongfeng wurde von 1958 bis 1959 als Teil der militärischen Bahnstrecke Qingshui–Dongfeng gebaut. Diese Linie wurde im Januar 1960 eingeweiht und von der Volksbefreiungsarmee betrieben. Der Abschnitt von Dongfeng nach Saihan Toorai wurde als deren Erweiterung erbaut . Der Anschluss des Bahnhofs Saihan Toorai an den Bahnhof Jianguojing erfolgte beim Bau der Bahnstrecke Jiayuguan–Ceke  und wurde im Jahr 2007 frei gegeben. Der Streckenabschnitt Jiuquan bis Shangyuan wurde von der China Railway Group erstellt und im Dezember 2021 eingeweiht. Zu diesem Zeitpunkt wurden die früheren Streckenabschnitte auch in die zivile Bahnstrecke Jiuquan–Ejin eingegliedert.

## Technische Daten
Die Spurweite beträgt 1435 mm (Normalspur). Die Strecke ist nicht elektrifiziert und wird mit Dieselloks befahren.
Die Strecke wird von der chinesischen Eisenbahngesellschaft China Railway betrieben. Sie dient dem Güter- und Personenverkehr., außerdem wird sie militärisch genutzt.